# Per un corpo perfetto
Per un corpo perfetto (Perfect Body) è un film tv del 1997 diretto da Douglas Barr.

## Trama
Andie Bradley è una giovane ed ingenua ginnasta di grande talento, dopo aver vinto l'ennesimo trofeo scolastico decide di fare il grande salto e di iscriversi nella palestra del famoso allenatore olimpico David Blair. Nella nuova realtà la sua vita cambierà radicalmente, dopo aver stretto amicizia con un'altra atleta della scuola si rende conto dell'alta competitività tra le ragazze, e del fatto che molte di queste ricorrono a sostanze chimiche e diete massacranti per poter avere un corpo perfetto.
Trascinata in questo vortice di ambizione Andie rapidamente inizia a trascurare gli studi (in cui eccelleva) e a conformarsi allo stile delle altre ragazze procurandosi disordini alimentari e gravi sofferenze fino al crollo definitivo, avvenuto durante una gara.